# استیو وینوویچ
استیو وینوویچ (به انگلیسی: Steve Vinovich) (زاده ۲۲ ژانویهٔ ۱۹۴۵) بازیگر آمریکایی است.
از فیلم‌های معروف او می‌توان به بازی در فیلم جنیفر در ذهن من، کارآموز و هر کاری خواهم کرد اشاره کرد.